# Sadik Mujkič
Sadik Mujkič, né le 29 février 1968 à Jesenice, est un rameur slovène qui remporte deux médailles de bronze aux Jeux olympiques, la première lors des Jeux olympiques d'été de 1988 à Séoul en compagnie de Bojan Prešern pour le compte de la Yougoslavie, la seconde lors des Jeux olympiques d'été de 1992 en compagnie de Milan Janša, Sašo Mirjanič et Janez Klemenčič pour le compte de la Slovénie. 

## Palmarès
Jeux olympiques
- Médaille de bronze en Double sans barreur (paire avec Bojan Prešern) aux Jeux olympiques d'été de 1988 à Séoul sous les couleurs de la Yougoslavie[1]
- Médaille de bronze en Quatre sans barreur (avec Milan Janša, Sašo Mirjanič et Janez Klemenčič)[1] aux Jeux olympiques d'été de 1992 à Barcelone
- 4e place en Quatre sans barreur (avec Denis Žvegelj, Milan Janša et Janez Klemenčič)[1] aux Jeux olympiques d'été de 1996 à Atlanta